# Eduard Eusebius Maiß
Eduard Eusebius Maiß (* 26. September 1830 in Fürstlich Langenau, Landkreis Leobschütz, Provinz Schlesien; † nach 1910) war ein deutscher Richter und Parlamentarier.

## Leben
Maiß studierte Rechtswissenschaft an der Breslauer Schlesischen Friedrich-Wilhelms-Universität. 1850 wurde er Mitglied des Corps Marchia Breslau. Nach dem Studium schlug er die Richterlaufbahn ein. Er war Kreisrichter und von 1866 bis 1872 Dirigent der Gerichtsdeputation zu Myslowitz. Von 1872 bis 1879 war er Kreisrichter und anschließend Landgerichtsrat in Ratibor. Zuletzt lebte er als Landgerichtsrat a. D. in Oppeln.
Von 1870 bis 1876 saß Maiß als Abgeordneter des Wahlkreises Oppeln 5 (Beuthen) und von 1879 bis 1893 als Abgeordneter des Wahlkreises Oppeln 7 (Ratibor) im Preußischen Abgeordnetenhaus. Als Katholik gehörte er seit ihrer Gründung am 13. Dezember 1870 der Fraktion des Deutschen Zentrumspartei an.